# Atrococcus altaicus
Atrococcus altaicus  (лат.) — вид полужесткокрылых насекомых-кокцид рода Atrococcus из семейства мучнистые червецы (Pseudococcidae).

## Распространение
Азия: Казахстан, Китай, Монголия, Россия, Южная Корея.

## Описание
Питаются соками корней растений, например, таких как Amaranthaceae: Asteraceae; Caryophyllaceae; Cyperaceae: Euphorbiaceae; Fabaceae: Rosaceae.
Вид был впервые описан в 1968 году энтомологом Г. И. Матесовой вместе видами Trionymus vaginatus, T. orientalis, Phenacocopsis stepposa, Heliococcus varioporus и H. xerophilus. Atrococcus altaicus включён в состав рода Atrococcus вместе с видами A. luffi, A. bartangica, A. groenlandensis, A. labiatarum, A. colchicus, A. gouxi, A. melanovirens, A. pauperculus, A. salviae, A. saxatilis, A. suaedae, A. zirnitsi и другими таксонами.